# A Corja (jornal)

A Corja! semanário de caricaturas  (1898), foi engendrado e concretizado por Leal da Câmara, que depositou a sua mestria artística neste projeto pessoal, como veículo de provocação e ataque direto a algumas das personalidades de maior visibilidade e peso político da época, com especial incidência no rei D. Carlos, caricaturado com  menosprezo intrínseco por parte do autor. A seu lado, e também com expressão ridícula, está a sua equipa de ministros, assessores, deputados e outros: são eles A Corja que dá nome ao jornal. Juntamente ao fundador/diretor  desta publicação arriscada surgem os nomes de  Gomes Leal, Ilydio Analyde da Costa, António Duarte da Silva e do caricaturista Sebastião Sanhudo.